# Wehingen (Mettlach)
Wehingen ist ein Ortsteil der Gemeinde Mettlach im Landkreis Merzig-Wadern (Saarland). Von 1957 bis Ende 1973 war Wehingen eine eigenständige Gemeinde.

## Beschreibung
Wehingen hatte bis vor ca. 20 Jahren  ein von der Landwirtschaft geprägtes Dorfbild. Heute gibt es nur noch einige Milchbauern und einen Reiterhof, da viele Bauern ihre Höfe nach und nach aufgaben.

## Geschichte
Eine erste Römersiedlung um 200 n. Ch. wurde 451 von dem Hunnenkönig Attila restlos zerstört. Erst um das Jahr 500, als den Franken das Land um die Saar zufiel, kam wieder Leben ins Dorf. Die fränkische Vergangenheit Wehingens wird durch die Entdeckung eines Grabmales bestätigt.
Urkundlich wurde der Ort erstmals 1030 erwähnt. Wehingen bildete ursprünglich mit dem benachbarten Bethingen die Gemeinde Wehingen-Bethingen. Diese wurde am 1. Januar 1957 in die beiden Gemeinden Bethingen und Wehingen aufgespalten. Am 1. Januar 1974 wurde Wehingen in die Gemeinde Mettlach eingegliedert.

## Politik
Für die Kommunalwahl 2004 hatte die Gemeinde ohne Mauern eine eigene Liste für den Ortsrat aufgestellt, seit der Kommunalwahl 2009 kandidierten Mitglieder der Gemeinde für die 2008 neu gegründete Partei AUF – Partei für Arbeit, Umwelt und Familie.
Nach den Kommunalwahlen vom 26. Mai 2019 sind die neun Sitze im Ortsrat wie folgt verteilt:
- CDU: 6 Sitze
- AUF: 2 Sitze
- Freie Bürger Mettlach (FBM): 1 Sitz

Ortsvorsteher ist Stefan Ollinger (CDU).

### Wappen
Das Wappen wurde am 9. März 1959 durch das Ministerium des Innern genehmigt und galt bis zur Auflösung der Gemeinde im Jahr 1974.
Blasonierung: „In Schwarz ein silberner, goldgekrönter, rotbezungter Löwe.“

## Gemeinde ohne Mauern
Seit 1994 hat sich die christliche Gemeinschaft Gemeinde ohne Mauern in Wehingen angesiedelt. Neben dem Gemeindezentrum betreibt die Gemeinde ein Gästehaus. Viele Gemeindemitglieder haben sich in Wehingen niedergelassen. Dadurch hat sich die Bevölkerung Wehingens in kurzer Zeit wesentlich erhöht, der Zuzug löste in dem Dorf einen Immobilien- und  Bauboom aus. Die Gemeinschaft führt in Wehingen ein relativ isoliertes Leben.
Im Zusammenhang mit Fällen von sexuellem Missbrauch durch einen Jugendpastor der Gemeinschaft zwischen 2013 und 2018 haben viele Gemeindemitglieder die Freikirche und den Ort verlassen.

## Sehenswürdigkeiten
- Kapelle aus dem Jahre 1773
- Altarstein aus dem Jahre 1707
- Mariengrotte
- Kewelsberg, von dort Zufahrt zu Steine an der Grenze

## Regelmäßige Veranstaltungen
- Semmerhüttenfest im Mai
- Altentag im Herbst (Seniorentreffen)

## Einrichtungen
- Bürgerhaus